# Harley Hotchkiss
Harley Norman Hotchkiss (12 de julio de 1927 - 22 de junio de 2011) fue un líder de una empresa que ha hecho grandes contribuciones para el desarrollo de salud y deportes en Canadá. Era dueño en parte de Calgary Flames. Los inversionistas originales fueron Ralph T. Scurfield, Daryl Seaman, Byron Seaman, Norman Green y Normie Kwong.
Fue presidente de la junta de gobernadores de National Hockey League desde 1995 hasta 2007. Ganó la Stanley Cup en 1989 con Calgary Flames. El 25 de enero de 2007, Harley anunció su dimisión como presidente de la junta de gobernadores de NHL.

## Primeros años
Harley nació en Tillsonburg, Ontario, en 1927. Después de servir en la Segunda Guerra Mundial, en la Marina Mercante en 1944 y 1945, se graduó con altos honores de la Universidad Estatal de Míchigan en 1951 con una licenciatura en geología. Recibió un doctorado honorario en leyes de la Universidad de Calgary y fue nombrado Oficial de la Orden de Canadá en 1998.[cita requerida]